# Villavés
Villavés es una localidad española, pedanía del  municipio de Merindad de Valdeporres, situada en la provincia de Burgos, comunidad autónoma de Castilla y León (España), comarca de Las Merindades, partido judicial de Villarcayo.

## Geografía
En el valle de Valdeporres, a 16 km de Villarcayo, cabeza de partido, y a 91 de Burgos. A 4 km se encuentra la estación de Santelices que no se llegaría a utilizar debido a que no se llegó a concluir el ferrocarril Santander-Mediterráneo. (La última estación operativa era la de Dosante lugar que conectaba con el otro ferrocarril, este de vía estrecha, de Bilbao-La Robla)
Los pueblos más cercanos a Villavés son Quintanabaldo, situado en la carretera entre Villarcayo y Santelices junto al río Nela, Leva de Valdeporres (que se encuentra a mayor altitud que Puentedey, Quintanabaldo, Santelices y Pedrosa de Valdeporres y a una altura similar a la de Villavés) el recorrido más corto entre Leva y Villavés es por una senda no transitable para automóviles ni para camiones.
Otro de los pueblos cercanos es Villabáscones, que tiene dos barrios (De arriba y de Abajo) y un lugar muy interesante que visitar la cascada de las Pisas. Santelices y Pedrosa de Valdeporres son otros de los pueblos cercanos. Otros serían, San Martín de las Ollas, Soncillo, Argomedo, Puentedey y Cubillos del Rojo.
Villavés es mayoritariamente una aldea de montaña en la que predomina el turismo rural. Sus principales actividades empresariales se concentran en la ganadería, la artesanía del vidrio y otras labores. Entre los lugares más pintorescos para visitar habría que destacar:
- La senda de Valcaba entre Leva y Villavés con fabulosas vistas del valle del Nela.
- Un precioso hayedo junto a un riachuelo, poco después de pasar el cementerio.
- La zona del antiguo molino de agua en ruinas junto al río Nela. (anterior al 1750)
- Las vistas desde cualquier punto de la ascensión a Rojo, al pasar junto a los manantiales de Linares.
Es un lugar precioso para visitar en invierno cuando la nieve ha cubierto su paisaje.

## Situación administrativa
En las elecciones locales de 2011 concurre una sola candidatura encabezada por Jesús Lizarazu Santana, de Iniciativa Merindades de Castilla (IMC), que sustituye en el cargo a María Teresa García Aragón (PSOE).
En las elecciones locales de 2015 y 2019 se presentaron varias candidaturas, de las cuales ganó la formación encabezada por Luis Melendo y el secretario Nacho Tamayo. En las elecciones locales de 2023 se presenta una sola candidatura encabezada por Iván Sánchez.
Depende de la Merindad de Valdeporres con el ayuntamiento en Pedrosa de Valdeporres.
Las juntas vecinales donde se debate sobre el reparto de la leña, el consumo del agua, etc. se realizan en la antigua escuela municipal, rehabilitada en gran parte por los vecinos del pueblo.
Anteriormente a la presidenta de la pedanía fueron también sus representantes Francisco Peña, Antonio García Aragón y Diego Martín Varona.

## Demografía
En el censo de 1591 contaba con 20 vecinos (la población eclesiástica no contaba y probablemente mujeres y niños tampoco).
En el censo de 1787 contaba con 126 habitantes, según el censo de Floridablanca
En el censo de 1950 contaba con 133 habitantes, reducidos a 20 en 2019.
Aunque es cierto que su censo es reducido, la cantidad de casas rehabilitadas o de nueva construcción es mucho mayor. Al menos 33 viviendas en pleno uso.
Población de Villavéswww.lizavillaves.netai.net/historia.html (enlace roto disponible en Internet Archive; véase el historial, la primera versión y la última).
Evolución de la población
| Gráfica de evolución demográfica de Villavés entre 2000 y 2019     |
|                                                                    |
| Población de derecho (2000-2019) según el padrón municipal del INE |

## Historia
Lugar de la Merindad de Valdeporres, perteneciente al Corregimiento de las Merindades de Castilla la Vieja, jurisdicción de realengo, con regidor pedáneo.
Se puede encontrar información sobre Villavés en la siguiente página web dedicada al pueblo.
www.lizavillaves.netai.net/historia.html Archivado el 4 de marzo de 2016 en Wayback Machine.
Sus primeras referencias conocidas datan del siglo XI (año 1011)(aparece en la relación de bienes del nieto de Fernan González, Sancho Garces tercer condestable de Castilla) cede al monasterio de San Salvador de Oña Villavés, "Villabes cum eclesia cum integritate" aparece en el acta fundacional del monasterio de San Salvador de Oña. Un siglo más tarde se dona de forma permanente dicho Villavés.
A lo largo de la historia se han podido encontrar referencias bibliográficas con diferentes nombres del pueblo, aunque todos los relacionados con San Juan de Porres en realidad se refieren al pueblo de Rozas, aunque algunos historiadores (empezando por Gregorio de Argaiz) lo localizan en Villavés
San Iohannis de Porres, Sant Yvañez de Porres, San Juan de Porres.
Por la evolución de Iohannis hacía Yvan-Juan (en latín Juan se escribe así Ivan)
Pero los que realmente se corresponden son Villa Euafi, Villabes, Villaues y finalmente Villavés.
En honor a San Evasio - Euafio.
El archivo histórico municipal fue saqueado durante la guerra contra los franceses del siglo XIX perdiéndose información del siglo XV y posterior.
Actualmente existen en Villavés un tímpano datado en el siglo X-XI y viviendas construidas en el siglo XVIII.

## Parroquia
Iglesia de la San Juan Evangelista, dependiente de la parroquia de Pedrosa en el Arcipestrazgo de Merindades de Castilla la Vieja, diócesis de Burgos
La misma fue rehabilitada recientemente con la colaboración de algunos vecinos.
Cabe destacar que en el campanario de la iglesia antiguamente había una gran campana antigua que fue cambiada por dos más pequeñas que son las que se encuentran en el camapanario actualmente.
En dicha iglesia, sobresale una piedra labrada en su fachada del siglo X u XI.
Habitualmente esta iglesia permanece cerrada y solo en ocasiones muy especiales se abre para celebrar alguna misa.
Desde hace varios años, se viene celebrando una tradicional comida entre todos los vecinos del pueblo y de la gente de fuera del pueblo que se apunte a la comida, la paella, las alubias, las patatas con costilla o el pollo asado han sido algunos de los más frecuentes/recientes platos dentro de las fiestas patronales, que se celebran el primer sábado de septiembre.
Durante la cual suele haber las siguientes actividades.
1.- Juegos de naipes - Mus/Tute
2.- Juegos para los niños
3.- Misa
4.- Aperitivo a cargo del ayuntamiento
Cabe destacar que también suele haber alguna orquesta que amenice la jornada, magos o payasos.